# Kyllinga tisserantioides
Kyllinga tisserantioides är en halvgräsart som beskrevs av Mtot. Kyllinga tisserantioides ingår i släktet Kyllinga och familjen halvgräs. Inga underarter finns listade i Catalogue of Life.